# Euphorbia buxoides
Euphorbia buxoides är en törelväxtart som beskrevs av Radcl.-sm.. Euphorbia buxoides ingår i släktet törlar, och familjen törelväxter. Inga underarter finns listade i Catalogue of Life.